# Jerry Rawlings
Jerry John Rawlings (Accra, 22. lipnja 1947. – Accra, 12. studenoga 2020.), 10. predsjednik Gane, te 8. i 10. vođa Gane.
Rawlings je rođen u Accri kao Jeremiah Rawlings John. Proizvod je šestogodišnje, tajne ljubavne veze između Jamesa Ramsaya Johna, škotskog ljekarnika i njegove majke iz naroda Ewe. Otac ga do smrti 1982. nije priznao iz straha da bi time poljuljao brak sa suprugom Mary, koja je umrla 1998. godine.
Priljučio se Ganskom zrakoplovstvu u svojoj 20. godini. Pogreškom činovnika dobio je ime pod kojim je od tada poznat. Od pet vojnih režima od neovisnosti Gane 1957. godine, on je bio na čelu dva, provevši 13 godina kao vojni diktator.
Sudjelovao je u tri puča, od toga je dva uspješno izveo, a jednom je uhićen prije izvršenja puča. Prvi put je na vlast došao 4. lipnja 1979. godine kada je stvoreno Revolucionarno vijeće oružanih snaga s njim nas čelu. Vijeće je predalo vlast 24. rujna 1979. godine. Nakon kratke civilne vlasti, već 1981. godine izveo je puč, i ponovno se popeo na vlast. Sada je stvoreno Privremeno vijeće nacionalne obrane. Taj period njegove vojne vlasti traje od 1981. do 1993. godine. Kao vojni vođa, bio je slavljen od svog naroda, a kritiziran od stranih promatrača.
Odmah nakon dolaska na vlast 1979. godine, ubio je tri prijašnja diktatora, nekoliko visokih vojnih časnika, nekoliko sudaca i mnoge druge. Dominacija pripadnika plemena Ewe bila je vrlo izražena. Nešto slično izveo je Samuel Doe u Liberiji.
Rawlings je otišao u Škotsku naći oca, ali stvari nisu ispale kako se on nadao.
Dopustio je stvaranje stranaka, a sam se priključio jednoj nakon što je 1992. otišao u vojnu mirovinu kao poručnik zrakoplovstva. Pobijedio je na izborima 1992. godine te je vladao dva mandata od 1993. do 2001. godine, a Ustav mu je branio da se natječe za treći mandat.
Ima ženu i četvero djece.

## Vanjske poveznice
- JJ Rawlings Website
- BBC report on Rawlings legacy
- countrydata.com report from 1994

### Ostali projekti
|  | Zajednički poslužitelj ima još gradiva o temi Jerry Rawlings |